# Salpingotus pallidus
Salpingotus pallidus és una espècie de mamífer rosegador de la família dels dipòdids. És endèmic del Kazakhstan (nord del mar d'Aral, desert del Karakum i les valls del llac Balkhaix). Es tracta d'un animal nocturn i solitari que s'alimenta de llavors, plantes efímeres i petits invertebrats. El seu hàbitat natural són els deserts. Es desconeix si hi ha cap amenaça significativa per a la supervivència d'aquesta espècie.